# Zarzal
Zarzal – miasto w Kolumbii, w departamencie Valle del Cauca.